# عزابة كريحة (تينزة)
عزابة كريحة هو دُوَّار يقع بجماعة كتامة، إقليم الحسيمة، جهة طنجة تطوان الحسيمة في المملكة المغربية. ينتمي الدوّار لمشيخة تينزة التي تضم 14 دوار. يقدر عدد سكانه بـ 839 نسمة حسب الإحصاء الرسمي للسكان والسكنى لسنة 2004.

## روابط خارجية
- البوابة الوطنية للجماعات الترابية نسخة محفوظة 12 مارس 2018 على موقع واي باك مشين.
- المندوبية السامية للتخطيط